# Alizée Baron
Alizée Baron (* 6. August 1992 in Montpellier) ist eine französische Freestyle-Skierin. Sie ist auf die Disziplin Skicross spezialisiert.

## Biografie
Zu Beginn ihrer Sportkarriere war Baron eine alpine Skirennläuferin und nahm ab Dezember 2007 an FIS-Rennen teil. Bedeutende Erfolge blieben jedoch aus, weshalb sie während der Saison 2009/10 zum Skicross wechselte und zunächst im Europacup startete. In der Saison 2010/11 gewann sie zwei Europacup-Rennen, hinzu kamen zwei zweite Plätze. Mit diesen Ergebnissen entschied sie die Disziplinenwertung für sich. Ihr Debüt im Weltcup hatte Baron am 17. Dezember 2011; mit Platz 11 in Innichen gewann sie sogleich die ersten Weltcuppunkte. Nur drei Wochen später, am 7. Januar 2012 gelang ihr mit Platz 3 in St. Johann in Tirol die erste Podestplatzierung in einem Weltcuprennen. Im weiteren Verlauf der Saison 2011/12 kamen je ein zweiter und dritter Platz hinzu.
In den zwei folgenden Wintern konnte Baron dieses Niveau nicht ganz halten und erzielte einige Top-10-Platzierungen, darunter Platz 7 bei den Weltmeisterschaften 2013 in Voss. Bei den Olympischen Winterspielen 2014 in Sotschi fuhr sie auf Platz 20. Nach einem dritten Platz Anfang Januar 2015 konnte sie am 14. Februar 2015 in Åre den bisher einzigen Weltcupsieg feiern. Gegen Ende der Weltcupsaison 2014/15 folgte ein dritter Platz, was in der Skicross-Disziplinenwertung den zweiten Rang hinter Anna Holmlund ergab. In der Weltcupsaison 2015/16 wurde sie zweimal Zweite und viermal Dritte, womit sie in der Disziplinenwertung den dritten Rang belegte. Zum Saisonende errang sie den französischen Meistertitel. Aufgrund eines Bandscheibenvorfalls, den sie im November 2016 erlitt, verpasste Baron die gesamte Saison 2016/17.
Bei den Freestyle-Skiing-Weltmeisterschaften 2019 in Park City gewann Baron die Bronzemedaille.

## Erfolge

### Olympische Spiele
- Sotschi 2014: 20. Skicross
- Pyeongchang 2018: 5. Skicross

### Weltmeisterschaften
- Voss 2013: 7. Skicross
- Kreischberg 2015: 16. Skicross
- Kreischberg 2019: 3. Skicross
- Idre 2021: 3. Skicross

### Weltcupwertungen
| Saison  | Gesamt | Gesamt | Skicross | Skicross |
| Saison  | Platz  | Punkte | Platz    | Punkte   |
| ------- | ------ | ------ | -------- | -------- |
| 2011/12 | 19.    | 35     | 6.       | 349      |
| 2012/13 | 50.    | 24     | 14.      | 245      |
| 2013/14 | 68.    | 18     | 15.      | 198      |
| 2014/15 | 7.     | 52,09  | 2.       | 573      |
| 2015/16 | 12.    | 51,00  | 3.       | 612      |
| 2017/18 | 34.    | 31,80  | 8.       | 318      |
| 2018/19 |        |        | 4.       | 484      |
| 2020/21 |        |        | 2.       | 495      |

### Weltcupsiege
Baron errang im Weltcup bisher 16 Podestplätze, davon 1 Sieg:
| Datum            | Ort  | Land     |
| ---------------- | ---- | -------- |
| 14. Februar 2015 | Åre  | Schweden |
| 23. Januar 2021  | Idre | Schweden |

### Europacup
- Saison 2010/11: 1. Skicross-Disziplinenwertung
- 7 Podestplätze, davon 3 Siege

### Juniorenweltmeisterschaften
- Chiesa in Valmalenco 2012: 5. Skicross
- Chiesa in Valmalenco 2013: 5. Skicross

### Weitere Erfolge
- 1 französischer Meistertitel (2016)
- Winter-X-Games 2012: 10. Skicross